# 比斯庫奎
比斯庫奎（西班牙語：Biscucuy），是委內瑞拉的城鎮，位於該國西北部波圖格薩州，是蘇克雷市的首府，始建於1778年11月17日，海拔高度介乎600至1,600米，主要經濟活動是農業。
9°22′N 69°59′W / 9.367°N 69.983°W